# Behrang Miri
Behrang Miri (persiska: بهرنگ میری), född 17 januari 1984 i Teheran, Iran, är en svensk-iransk underhållare, rappare, skribent som var programledare för barnprogrammet Morgonshowen.

## Biografi
Han flyttade med föräldrar till Sverige 1987 och växte upp som ensambarn i medelklassmiljö i Lund, men bor nu i Malmö. 
Behrang Miri bildade föreningen Rörelsen Gatans Röst och Ansikte i Malmö 2004. Hösten 2008 deltog han i teateruppsättningen Zlatans leende på Malmö stadsteater. 
Miri tilldelades Kunskapspriset 2011 tillsammans med Emerich Roth. Under Almedalsveckan 2014 vann han Debatt-SM i kulturpolitik, en tävling som sändes i SVT. Hösten 2014 ledde han Malmös lag till vinst i SVT:s Det stora matslaget.
År 2014 tillträdde han som nationell samordnare för social mobilisering för ABF. Den 27 februari 2015 var han programledare för Kingsizegalan från Annexet i Stockholm, som sändes i TV4-play.
Under 2015 var Behrang Miri en av deltagarna i TV4:s fredagsunderhållning Stjärnkusken.

## Musik
Behrang Miri släppte sin debutskiva ”Boken om vårt liv” 2008 och turnerade därefter i Europa och Palestina. Han har sedan dess gett ut singlarna "Free Iran", "Give Up" och "C'est comme C"a.
Miri tävlade som artist i Melodifestivalen 2013 tillsammans med Loulou Lamotte och Oscar Zia med bidraget "Jalla Dansa Sawa". Han tävlade i den fjärde deltävlingen i Malmö den 23 februari 2013 och gick till andra chansen i Karlstad den 2 mars samma år, där han blev utslagen.
Inför valet 2014 medverkade han på Feministiskt Initiativs valskiva med låten "Food 4 Tought".
Miri medverkade i Melodifestivalen 2015 tillsammans med Victor Crone med låten "Det rår vi inte för" men lyckades inte ta sig till final.

## Tintin-kontroversen 2012
Se även censur av Tintinalbum
En mediestorm, som gav upphov till begreppet Tintingate i Språkrådets nyordslista 2012, inträffade efter att Miri i egenskap av konstnärlig ledare för barn och unga på Kulturhuset, den 25 september 2012 beslutade att samtliga seriealbum om Tintin skulle tas bort från barn- och ungdomsbiblioteket Tiotretton på Kulturhuset i Stockholm. Hans motivering var att de ger en nidbild av afrikaner och har ett kolonialt perspektiv. Behrang Miri bad även personalen att leta efter annan litteratur som borde tas bort, böcker med "homofobiskt eller utlänningsfientligt innehåll". Aktionen omfattade inte andra bibliotek i Kulturhusets lokaler; seriealbumen fanns fortsatt tillgängliga på avdelningen Serieteket. Kulturhuset beslutade dock bara efter ett par dagar att ställa tillbaka serierna.

## Filmografi
- 2010 – För kärleken
- 2011 – Hip Hop 4 Gaza
- 2013 – Lilla Melodifestivalen 2013 (TV-serie) (programledare)

## Diskografi
Album
- 2009 - Boken om vårt liv (2008)

Singlar
- 2009 - Free Iran
- 2010 - Give Up
- 2013 - Jalla dansa sawa
- 2013 - Jalla dansa sawa [Remixes]
- 2013 - Jalla dansa sawa - English Edit
- 2013 - C'Est comme ca
- 2015 - Det rår vi inte för - feat. Victor Crone